# Giana Sisters DS
Giana Sisters DS, auf Windows als Giana Sisters 2D bekannt, ist ein 2009 für den Nintendo DS erschienenes Jump-’n’-Run-Spiel. Es ist eine Fortsetzung zu dem Jump-’n’-Run-Klassikers The Great Giana Sisters und enthält 80 Level, verteilt über acht Welten. Die Musik besteht teils aus Remixen der Originalmusik, teils aus neuen Stücken. Armin Gessert, der Programmierer des Originalspiels, war als Executive Producer an der Entwicklung beteiligt.

## Spielprinzip
Wie im Original gibt es auch in Giana Sisters DS das Punk-Upgrade: Nach dem Einsammeln von Punkten färben sich Gianas Haare rot und sie kann fortan Blöcke durch Dagegenspringen von unten zerstören. Außerdem kann sie gegen Gegner Energiebälle abfeuern. Andere Upgrades wurden vom Original nicht übernommen, ebenso taucht Maria nicht auf. Stattdessen sind zwei neue einsammelbare Gegenstände hinzugekommen, Sodaflaschen und Kaugummis. Sie werden nach dem Einsammeln auf dem Touchscreen eingeblendet und können durch Berührung aktiviert werden. Die Sodaflasche produziert einen Wasserstrahl, der gegen Gegner benutzt werden kann oder zerstörbare Blöcke aus dem Weg räumt. Der Kaugummi wird benutzt, um eine große Blase zu bilden, mit deren Hilfe Giana fliegen kann. Die Blase kann entweder normal über die Buttons oder durch Pusten in das Nintendo-DS-Mikrofon gesteuert werden.
Am Ende jeder Welt wartet ein Bosskampf gegen einen Drachen, der immer schwieriger wird, je weiter man im Spiel fortschreitet.
Durch Einsammeln von roten Diamanten kann man pro Welt ein Bonuslevel freischalten. Das Bonuslevel in der letzten Welt besteht aus einem Remake der Originallevel aus Giana Sisters.

## Rezeption
Die Kritiken zu Giana Sisters DS fielen verhalten positiv aus. Sowohl die Musik als auch die niedliche Grafik fanden Gefallen, kritisiert wurde allerdings der niedrige Schwierigkeitsgrad sowie der simple Spielaufbau, der keine großen Überraschungen bot, sowie der Mangel an Abwechslung bei den Bosskämpfen.

### Auszeichnungen
- Deutscher Entwicklerpreis 2009: Bestes deutsches Kinderspiel
- Deutscher Computerspielpreis 2010: Bestes mobiles Spiel

2015 veröffentlichte das Spellbound-Nachfolgestudio Black Forest Games ein Remake des Spiels unter dem Titel Giana Sisters 2D.